# NGC 6946
NGC 6946 (Arp 29) oder auch Feuerwerksgalaxie ist eine Balken-Spiralgalaxie vom Hubble-Typ SAB(rs)cd im Sternbild Cepheus an der Grenze zum Sternbild Cygnus am Nordsternhimmel.
Die Galaxie liegt nahe unserer galaktischen Ebene, daher wird das Licht, das von NGC 6946 zu uns kommt, durch Gas und Staub aus unserer Galaxie stark abgedunkelt. Dies erschwert die Beobachtung dieser Galaxie und besonders auch die Bestimmung ihrer Entfernung. Diese kann besonders aus Supernova-Beobachtungen berechnet werden, und NGC 6946 führt die Statistik der galaktischen Supernovahäufigkeiten in den letzten hundert Jahren mit einer Anzahl von zehn an (SN 1917A, SN 1939C, SN 1948B, SN 1968D, SN 1969P, SN 1980K, SN 2002hh, SN 2004et, SN 2008S und SN 2017eaw). Doch muss zur Berechnung der Entfernung neben der scheinbaren und der absoluten Helligkeit der Supernovae auch die (in diesem Fall schlecht messbare) interstellare Extinktion bekannt sein. Eine im Jahre 1997 veröffentlichte Berechnung ergab eine fotometrische Distanz von 6,4 Megaparsec (21 Mio. Lichtjahren). Andere Messungen ergaben Werte zwischen 4,1 und 10,5 Megaparsec.
Halton Arp gliederte seinen Katalog ungewöhnlicher Galaxien nach rein morphologischen Kriterien in Gruppen. Diese Galaxie gehört zu der Klasse Spiralgalaxien mit einem ausgeprägten Arm (Arp-Katalog).
Das Objekt wurde am 9. September 1798 vom deutsch-britischen Astronomen Friedrich Wilhelm Herschel entdeckt.

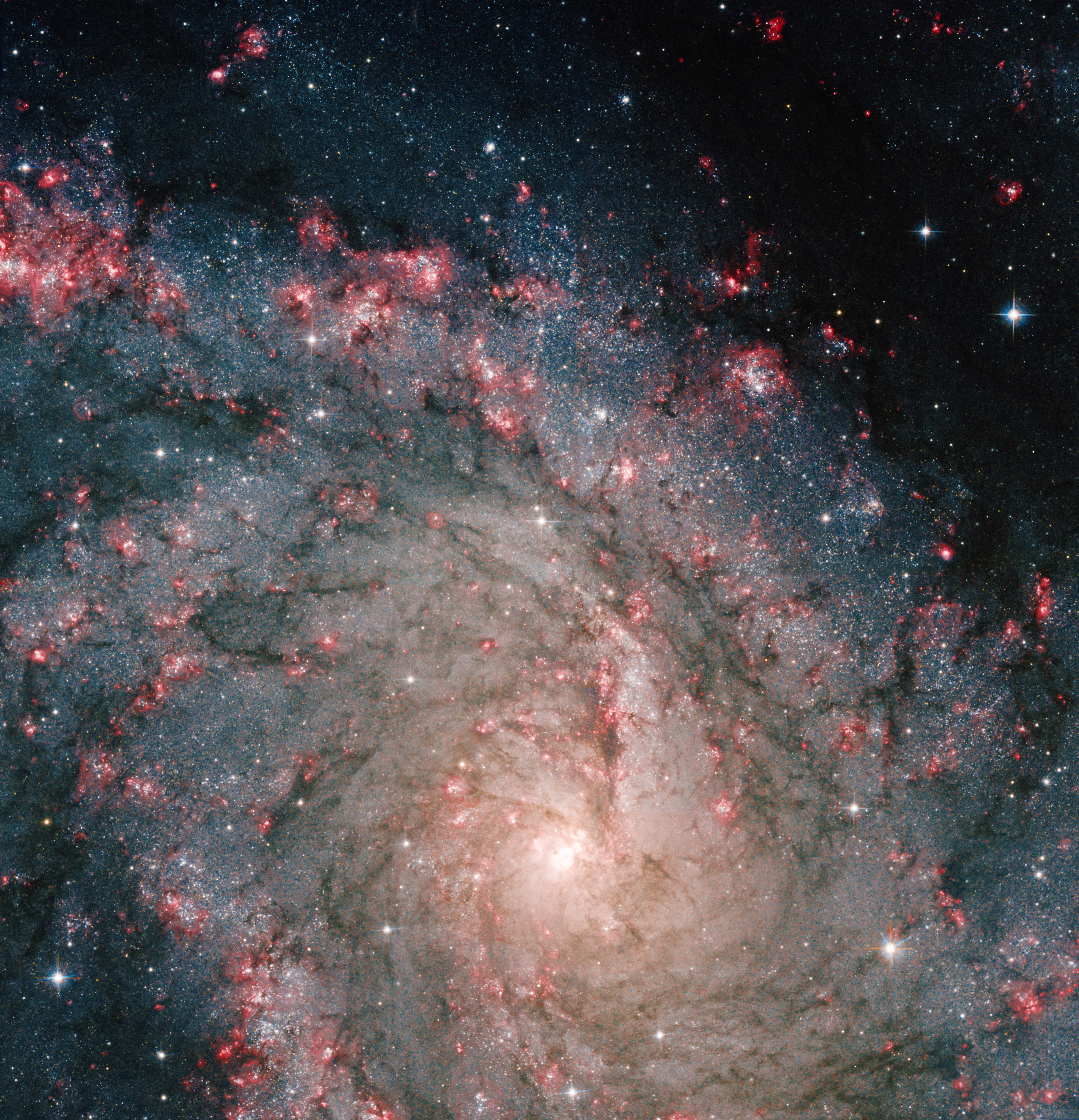
Detaillierte Abbildung mittels Hubble-Weltraumteleskop
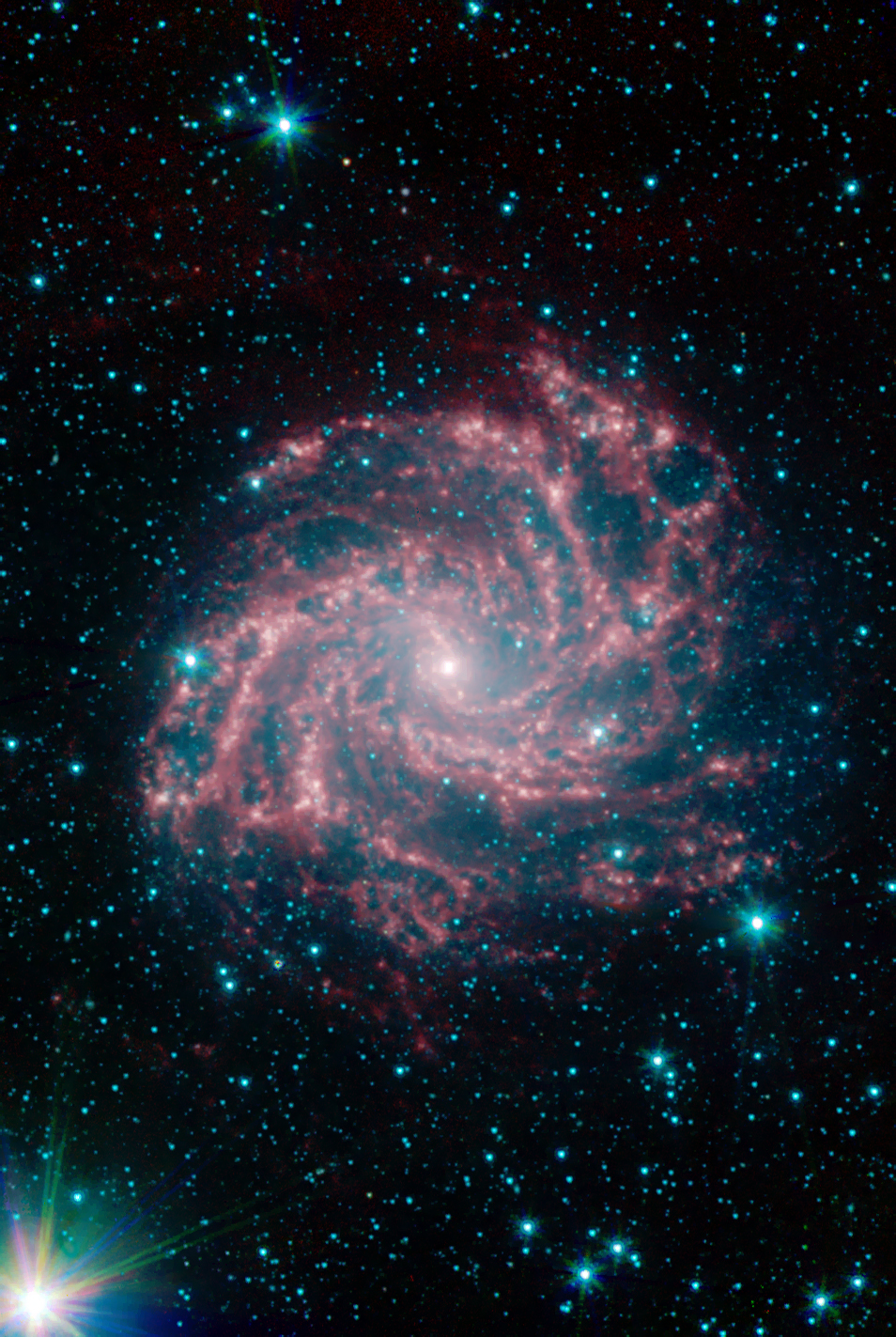
Infrarotaufnahme durch das Spitzer-Weltraumteleskop
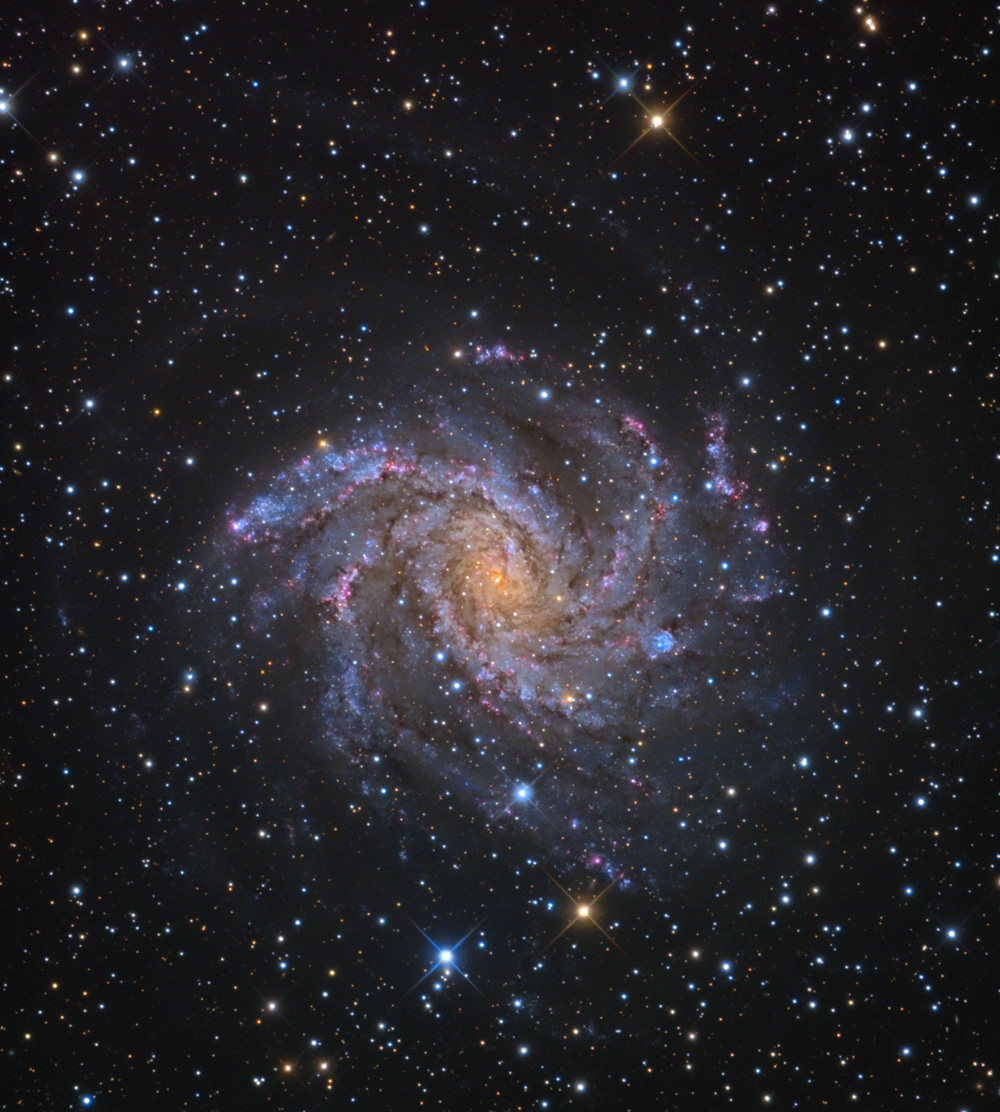
Foto vom Schulman-Teleskop am the Mount Lemmon SkyCenter